# Gerry Armstrong
Gerard Gerry Joseph Armstrong (ur. 23 maja 1954 w Fintonie) – północnoirlandzki piłkarz występujący na pozycji pomocnika.

## Kariera klubowa
Armstrong zawodową karierę rozpoczynał w 1972 roku w północnoirlandzkim Bangorze. W 1975 roku trafił do angielskiego Tottenhamu Hotspur. W First Division zadebiutował 21 sierpnia 1976 w przegranym 1:3 meczu z Ipswich Town. W Tottenhamie Armstrong grał przez pięć lat. Zagrał tam w sumie w 84 meczach i strzelił 10 goli.
W 1980 roku odszedł do Watfordu z Second Division. Pierwszy ligowy mecz zaliczył tam 22 listopada 1980 roku przeciwko Blackburn Rovers (1:1). W 1982 roku awansował z zespołem do First Division. W 1983 roku wywalczył z nim wicemistrzostwo Anglii.
Latem 1983 roku za 200 tysięcy funtów Armstrong został sprzedany do hiszpańskiego RCD Mallorca. Spędził tam dwa lata, oba w Segunda División. W 1985 roku wrócił do Anglii, gdzie został graczem zespołu Chesterfield. Następnie grał w drużynach Brighton, Millwall, Crawley Town, Glenavon, Bromley oraz Worthing, gdzie w 1995 roku zakończył karierę.

## Kariera reprezentacyjna
W reprezentacji Irlandii Północnej Armstrong zadebiutował 27 kwietnia 1977 w przegranym 0:5 towarzyskim meczu z RFN. W 1982 roku został powołany do kadry narodowej na mistrzostwa świata. Zagrał na nich w pojedynkach z Jugosławią (0:0), Hondurasem (1:1), Hiszpanią (1:0), Austrią (2:2) oraz Francją (1:4). W meczach z Hondurasem, Hiszpanią i Francją strzelił po jednym golu. Z tamtego turnieju Irlandia Północna odpadła po drugiej rundzie.
W 1986 roku Armstrong ponownie znalazł się w kadrze na mistrzostwa świata. Wystąpił tam w meczu z Brazylią (0:3). Tamten mundial Irlandia Północna zakończyła na fazie grupowej. W latach 1977–1986 w drużynie narodowej Armstrong rozegrał w sumie 63 spotkania i zdobył 12 bramek.